# Тихоречное (село)
Тихоре́чное — село в Анучинском районе Приморского края. Входит в состав Чернышевского сельского поселения.

## География
Село Тихоречное стоит на правом берегу реки Тихая (приток Синегорки), через село проходит Дальневосточная железная дорога, одноимённая станция на линии Сибирцево — Новочугуевка.
Дорога к селу Тихоречное идёт через Новотроицкое и Корниловку от автотрассы Осиновка — Рудная Пристань.
Расстояние до районного центра Анучино (через Новотроицкое и Таёжку) около 53 км, до Арсеньева около 27 км.
На запад между сёлами Новотроицкое и Тихоречное идёт дорога на станцию Буянки и далее на Реттиховку Черниговского района. На север от Тихоречного идёт дорога к селу Новопокровка.

## История
До 1972 года село носило китайское название Телянза. Переименовано после вооружённого конфликта за остров Даманский.

## Население
| 2001 | 2002 | 2010 |
| ---- | ---- | ---- |
| 488  | ↘404 | ↘355 |

## Улицы
| - ул. 56 км, - ул. Каменка, | - ул. Молодёжная, - ул. Станция. |

## Экономика
- Сельскохозяйственные предприятия Анучинского района.